# Ндинди
Ндинди (фр. Ndindi) — город на юге Габона, административный центр департамента Верхнее Банио в провинции Ньянга.

## Население
Население 6979 человек (по данным переписи 2013 года).

## География
Расположен в южной части страны, рядом с границей с Республикой Конго, примерно в 60 км к юго-востоку от Майоумбы на побережье Атлантического океана. Деревня окружена множеством озерных зон, находиться между территориями национального парка Маюмба и национального парка Конкоуати-Дули.